# دومينيك هير
دومينيك هير (مواليد 25 أكتوبر 1965) هو لاعب كرة قدم. يلعب مع منتخب سويسرا لكرة القدم. سبق له أن لعب في كأس العالم لكرة القدم مع منتخب بلاده.

## مسيرته الكروية
لعب دومينيك هير خلال مسيرته الاحترافية مع 3 أندية في اثنا عشر موسمًا وسجل خلالها 16 هدفًا ضمن 320 مباراة. حيث فاز في موسمين بالكأس ولم يفز بأي دوري.
خاض دومينيك هير مسيرته مع نادي بازل في موسم 1984–85 ليلعب معه أربعة مواسم، مشاركًا في 76 مباراة سجل خلالها هدفين. ثم انتقل إلى نادي لوزان في موسم 1988–89 ليلعب معه أربعة مواسم، حيث شارك في 133 مباراة سجل خلالها 9 أهداف. لينتقل بعدها إلى نادي سيون في موسم 1992–93 ليلعب معه أربعة مواسم، مشاركًا في 111 مباراة سجل خلالها 5 أهداف.

## روابط خارجية
- دومينيك هير على موقع الاتحاد الدولي (مؤرشف)  (الإنجليزية)
- دومينيك هير على موقع قاعدة بيانات كرة القدم.إي يو (الإنجليزية)
- دومينيك هير على موقع ناشيونال فوتبول تيمز (الإنجليزية)